# Каполавила (Анкона)
Каполавила је насеље у Италији у округу Анкона, региону Марке.
Према процени из 2011. у насељу је живело 10 становника. Насеље се налази на надморској висини од 471 м.